# Panamerikanische Spiele 2019/Leichtathletik – 3000 m Hindernis der Männer

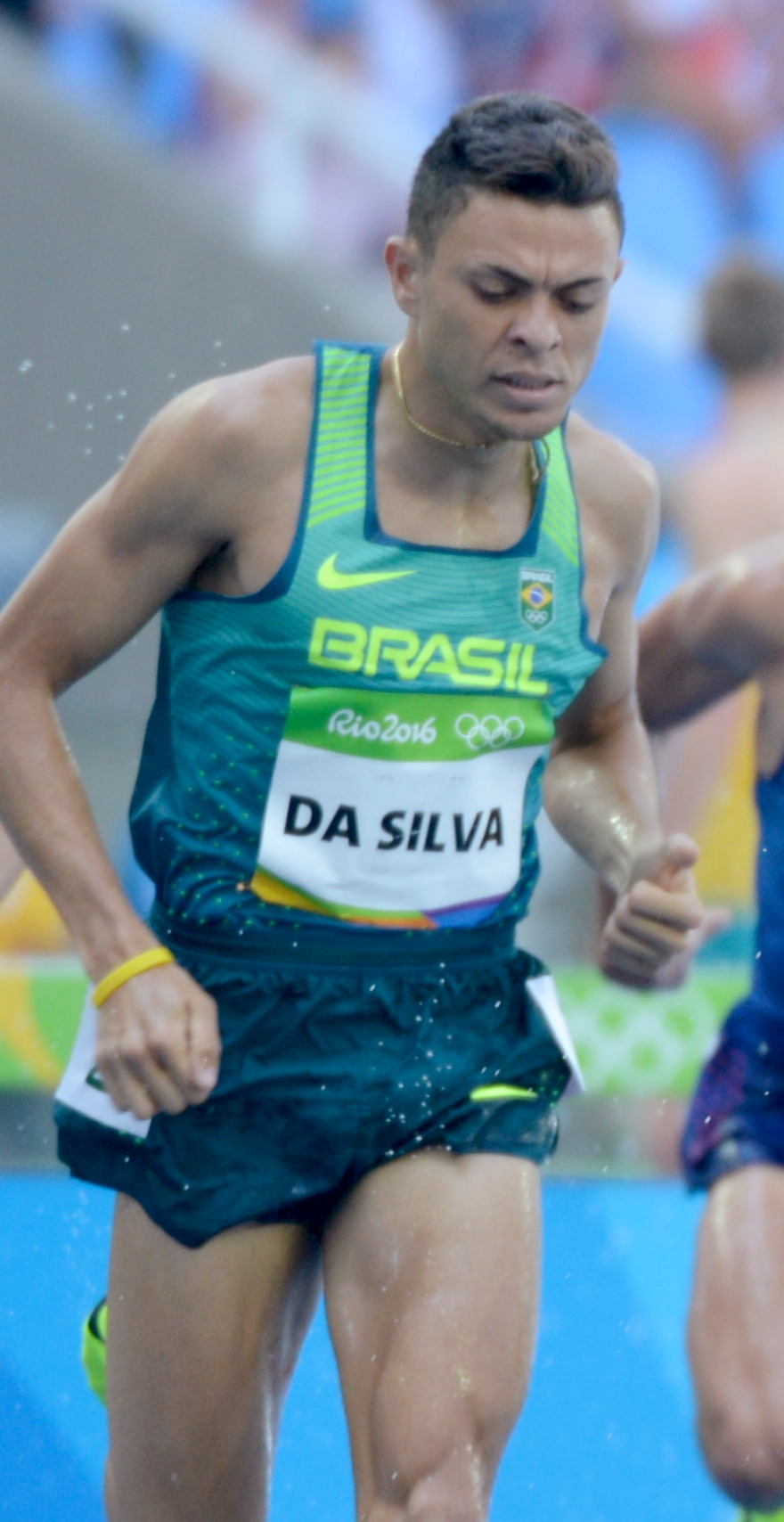
Altobeli da Silva (2016) gewann den Lauf

Der 3000-Meter-Hindernislauf der Männer bei den Panamerikanischen Spielen 2019 fand am 10. August im Villa Deportiva Nacional in der peruanischen Hauptstadt Lima statt.
Elf Läufer aus neun Ländern nahmen an dem Lauf teil. Die Goldmedaille gewann Altobeli da Silva nach 8:30,73 min, Silber ging an Carlos San Martín mit 8:32,24 min und die Bronzemedaille gewann Mario Bazán mit 8:32,34 min.

## Rekorde
Vor dem Wettbewerb galten folgende Rekorde:
| Weltrekord        | Saif Saaeed Shaheen   | 7:53,63 min | Memorial Van Damme, Brüssel, Belgien                  | 3. September 2004 |
| Rekord der Spiele | Wander do Prado Moura | 8:14,41 min | Panamerikanische Spiele in Mar del Plata, Argentinien | 22. März 1995     |

## Ergebnis
10. August 2019, 16:10 Uhr
| Platz | Athlet            | Land               | Zeit (min) |
| ----- | ----------------- | ------------------ | ---------- |
|       | Altobeli da Silva | Brasilien          | 8:30,73 SB |
|       | Carlos San Martín | Kolumbien          | 8:32,24 PB |
|       | Mario Bazán       | Peru               | 8:32,34    |
| 4     | Benard Keter      | Vereinigte Staaten | 8:32,76    |
| 5     | Travis Mahoney    | Vereinigte Staaten | 8:34,77    |
| 6     | Ryan Smeeton      | Kanada             | 8:41,85    |
| 7     | Ricardo Estremera | Puerto Rico        | 8:43,03    |
| 8     | Diego Arévalo     | Ecuador            | 9:01,21    |
| 9     | José Peña         | Venezuela          | 9:02,04    |
| 10    | Roberto Tello     | Chile              | 9:06,33    |
| 11    | Yuri Labra        | Peru               | 9:07,07    |